# Eugen Rosshirt
Eugen Rosshirt (Oberscheinfeld, 11 novembre 1795 – Erlangen, 13 luglio 1872) è stato un ginecologo tedesco.

## Biografia
Rosshirt studiò medicina presso l'Università di Würzburg, dove co-fondò anche il Corps Bavaria Würzburg. Dopo aver completato gli studi, lavorò come ostetrico nell'ospedale e como prosettore nella scuola chirurgica di Bamberga. Nel 1833 succedette come professore ordinario al chirurgo Michael Jäger come direttore della Clinica ostetrica dell'Università di Erlangen. Questa posizione la tenne fino al 1868, dove lo succedette Karl Schroeder (1838-1887).

## Opere
- De uteri sub graviditate metamorphosi. Würzburg 1818, Dissertation.
- Wie erkennt man die orientalische Cholera in ihrem ersten Beginnen; welches sind die sichersten Vorbauungsmittel und welches ist die beste Behandlung? Nebst einem Anhange von Arzneyformeln. Für Nichtärzte überhaupt, besonders aber für Pfarrer, Lehrer und Landbewohner bearbeitet. J. C. Dresch, Bamberg 1831.
- De perforatione fetu licet vivo instituenda. Heyder,  Erlangen 1833.
- De Asphyxia Infantium Recens Natorum. Heyder, Erlangen 1834.
- Die Anzeigen zu den geburtshülflichen Operationen. Palm und Enke, Erlangen 1835.
- Die geburtshülflichen Operationen. Palm und Enke, Erlangen 1842.
- Quaedam ad artis obstetriciae, uti nunc exercetur, statum pertinentia. Junge, Erlangen 1843.
- Lehrbuch der Geburtshilfe. Heyder & Zimmer, Erlangen 1851.